# Baa (Sprache)
Baa, auch bekannt als Kwa, Kwah, ist eine isolierte Niger-Kongo-Sprache.
Die Sprache ist sprachwissenschaftlich noch wenig erforscht und ist gerade dabei, auszusterben, da ihre Sprecher immer mehr das Englische übernehmen.